# Eserciti della guerra d'indipendenza americana
La Guerra d'indipendenza americana ebbe inizio con gli scontri tra i combattivi ma indisciplinati e scarsamente organizzati miliziani delle colonie ribelli e i reparti professionisti dell'Esercito britannico, addestrati a combattere secondo le complesse tattiche settecentesche europee. Nonostante il loro addestramento, i britannici incontrarono grandi difficoltà a controllare le tattiche aggressive e non convenzionali dei miliziani americani.
Nel corso degli anni tuttavia la guerra si trasformò progressivamente in un conflitto tra eserciti regolari; l'Esercito continentale americana, costituito da reggimenti di volontari forniti dai vari stati, divenne sempre meglio addestrato ed equipaggiato, l'esercito francese, preparato ed efficiente, intervenne in America dando un contributo decisivo nella parte finale della guerra, mentre l'esercito britannico nonostante una crescente inferiorità numerica, si batté fino all'ultimo con coraggio e disciplina cercando di migliorare le sue tattiche. Le forze britanniche furono inoltre rafforzate dai numerosi contingenti di mercenari tedeschi, esperti e affidabili, forniti dai piccoli stati della Germania occidentale che diedero un importante contributo allo sforzo bellico britannico

## L'Esercito Continentale

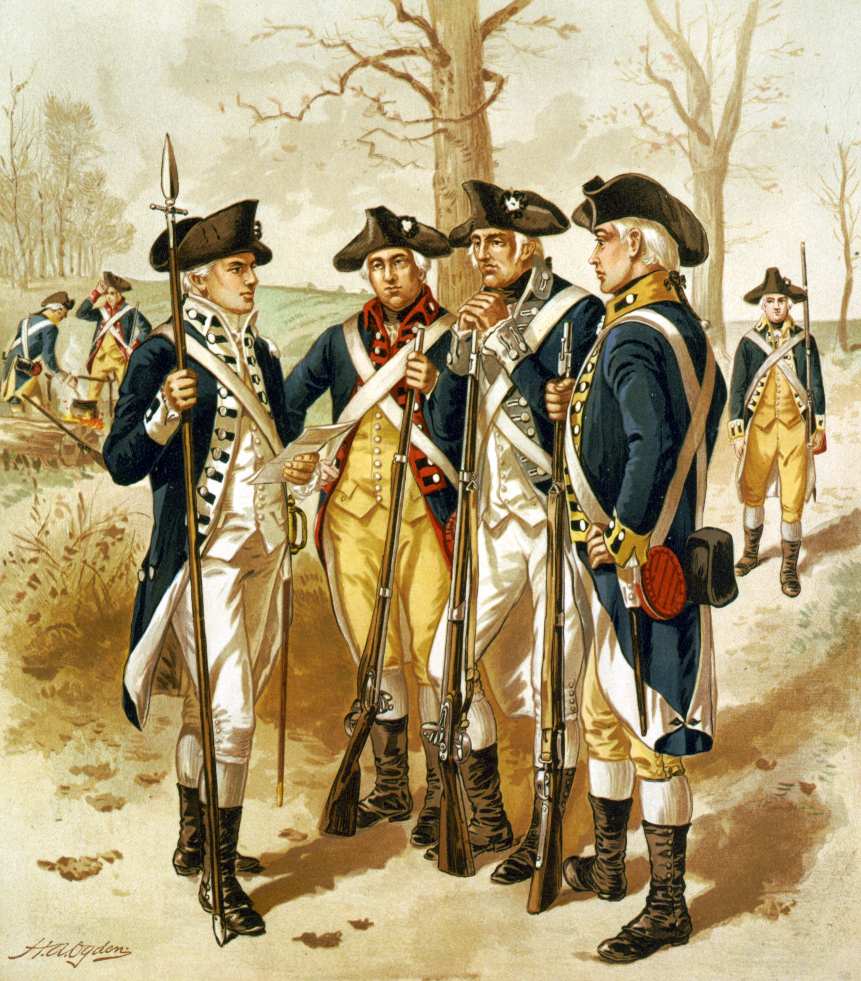
Fanteria dell'Esercito Continentale nel periodo 1779-1783.

Quando si combatterono le battaglie di Lexington e Concord le Tredici colonie non avevano a disposizione un esercito organizzato ma solo le milizie locali (i minutemen). Allo scoppio del conflitto le milizie del New England tentarono di assediare Boston così il secondo congresso continentale, per organizzarle, approvò il 14 giugno 1775 la nascita dell'Esercito Continentale. Il 15 giugno fu eletto all'unanimità George Washington come comandante in capo. Nei giorni successivi gli furono anche affiancati quattro maggior generali (Artemas Ward, Charles Lee, Philip Schuyler e Israel Putnam) e otto Brigadier generali (Seth Pomeroy, Richard Montgomery, David Wooster, William Heath, Joseph Spencer, John Thomas, John Sullivan e Nathanael Greene).

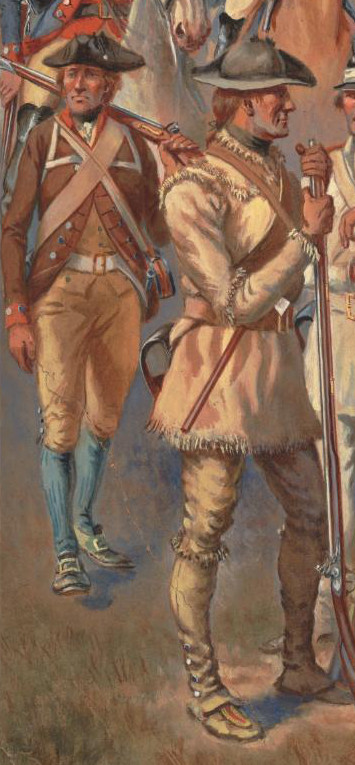
1777: a sinistra un soldato della Massachusetts line dell'Esercito continentale; a destra un miliziano della Virginia del famoso corpo di fucilieri del generale Daniel Morgan.

I soldati erano tutti volontari ma ricevevano uno stipendio per tutta la durata della ferma. La sua durata cambiò durante la guerra: nelle prime fasi, quando i reclutamenti erano molti, durava un anno mentre nelle ultime, col calo delle unità, era lunga tre anni. Nel corso del conflitto l'esercito subì vari aggiustamenti. Nel 1775 comprendeva un'armata principale (quella del New England) e una dislocata a New York; in estate furono preparati i reggimenti destinati all'invasione del Canada. L'anno successivo, il 1776, subì una riorganizzazione, anche se tutte le forze rimanevano concentrate nel nord-est del paese. La vera riforma arrivò nel 1777 con l'applicazione dell'Eighty-eight battalion resolve, che portò alla costituzione delle "linee" (insiemi di reggimenti) dislocate in tutto lo stato; questa divisione rimase in uso fino al 1784, quando furono sciolti molti reggimenti inquadrando quelli rimanenti nel neonato Esercito degli Stati Uniti. Il mantenimento dell'esercito era affidato ai singoli Stati, che dovevano provvedere ai viveri e all'equipaggiamento.
Al momento della creazione l'esercito disponeva di 14.000-16.000 uomini, tutti originari del New England. Dopo le prime operazioni, concentrate nei dintorni di Boston, e con l'aumento degli arruolati, provenienti da tutto il paese, l'esercito andò a sostituire quasi completamente le milizie, che agirono con importanti funzioni di supporto, nelle battaglie combattute contro gli inglesi. Nelle prime fasi l'esercito ebbe notevoli problemi logistici e tattici, soprattutto per lo scarso addestramento, uniti alle difficoltà del Congresso e degli Stati a mantenerlo. La presenza nelle sue file di criminali minò inizialmente la fiducia dei civili anche se Washington riuscì a migliorare i rapporti con la disciplina; la situazione migliorò sensibilmente grazie all'addestramento fornito dal barone von Steuben che portò il militarismo e l'organizzazione prussiani nel neonato corpo. Fondamentale per la vittoria fu inoltre il contributo francese, che fornì pochi soldati ma molto più addestrati di quelli locali.
Washington propose al Congresso, il 2 maggio del 1783, una risoluzione per la smobilitazione basata su quattro punti: mantenimento di un piccolo esercito regolare (quattro reggimenti di fanteria e uno di artiglieria sulle frontiere), creazione di una milizia uniformemente addestrata e organizzata, preparazione di un sistema di arsenali ed allestimento di un'accademia militare per addestrare l'artiglieria e il genio. In caso di invasione la difesa iniziale sarebbe stata affidata alle milizie e successivamente sarebbe intervenuto un esercito regolare più grande come già avvenuto tra il 1775 e il 1776. Il 12 maggio il Congresso rinviò la decisione sulla proposta a dopo il ritiro inglese da New York. Il 18 ottobre 1783 la proposta di Washington fu approvata dal Congresso, che accettò le dimissioni dello stesso, presentate il 10 dicembre, il 23 dello stesso mese. Il 14 giugno del 1784 l'Esercito Continentale fu definitivamente sciolto e sostituito con l'Esercito degli Stati Uniti.

### L'Esercito Continentale nel 1775
Nel 1775 l'Esercito Continentale era diviso in due parti: l'armata principale e il dipartimento di New York (più tardi divenne il Dipartimento Settentrionale). Queste erano ordinate in divisioni, affidate a un maggior generale, a loro volta divise in brigate, agli ordini di un Brigadier generale, e in reggimenti.
Quella principale era composta da tre divisioni. La prima era affidata a Charles Lee e comprendeva due brigate (agli ordini di John Sullivan e Nathanael Greene) e quindici reggimenti. La seconda, comandata da Artemas Ward, comprendeva due brigate (affidate a John Thomas e Joseph Spencer) per undici reggimenti. Infine la terza, agli ordini di Israel Putnam, comprendeva due brigate (comandate da William Heath e da Putnam stesso, a causa della rinuncia di Seth Pomeroy) e dodici reggimenti. A supporto vi erano sette reggimenti indipendenti.
L'armata di New York era invece costituita da undici reggimenti.

### L'Esercito Continentale nel 1776
I massicci arruolamenti del 1775, terminati con la fine dell'anno, avevano portato alla creazione di un "nuovo" esercito il 1º gennaio 1776. Il generale Washington aveva sottoposto al Congresso continentale una richiesta di riorganizzazione e aveva accettato per questo la posizione di comandante in capo. Nonostante avesse tentato di allargare i reclutamenti oltre il New England questi rimaneva ancora la base geografica su cui si basava. L'esercito venne diviso in un'armata principale e in quattro dipartimenti: canadese, settentrionale, orientale e meridionale.
L'armata principale si componeva di ventisette reggimenti di fanteria numerati in base all'anzianità del colonnello di ogni reggimento; questi erano stati creati riorganizzando quelli già esistenti e incoraggiando i soldati a firmare per un altro anno di ferma. In ogni unità c'erano 728 uomini, 640 impiegati per fare fuoco e i restanti utilizzati per compiti di comando (un colonnello, un Tenente colonnello e un Maggiore) o di supporto (Capitani, furieri, tamburini e chirurghi).
Nel gennaio del 1776 il Congresso sciolse il dipartimento di New York sostituendolo, per la campagna canadese, col neonato dipartimento canadese, costituito da cinque reggimenti. Con la sconfitta e la morte del generale Richard Montgomery tre unità di minutemen del New England furono inserite nei ranghi ufficiali e inviate in Canada. Il comando del dipartimento fu assunto dal maggior generale John Thomas nel maggio del 1776, quando arrivarono anche i rinforzi del brigadier generale William Thompson, decimati dal vaiolo. Il 2 giugno, alla morte di Thomas il comando venne assunto dal brigadier generale John Sullivan, giunto il 31 maggio con altri rinforzi. Dopo la ritirata, nonostante non rimanessero truppe in Canada, divenne comandante Horatio Gates che organizzò quindici reggimenti Continentali nell'area di Ticonderoga e gli altri, con meno uomini, nella valle del Mohawk. Al termine sciolse il dipartimento.
Gli altri dipartimenti, pur essendo superiori a quello canadese come numero di unità, furono meno impiegati in questa fase della guerra. Quello settentrionale comprendeva nove reggimenti, quello orientale quattro e quello meridionale ventiquattro.

### L'Esercito Continentale dal 1777 al 1783
L'Esercito Continentale del 1777 era il risultato di una serie di riforme politiche e militari attuate quando era apparso chiaro l'invio massiccio di forze inglesi per sconfiggere gli insorti. Per creare un'armata più stabile ed organizzata ed evitarne il collasso le ferme furono prolungate a tempo indeterminato; ne fu permessa l'emissione anche di alcune della durata di tre anni.
Il 16 settembre 1776 il Congresso Continentale varò la "Eighty-eight battalion resolve" (it. "Risoluzione degli ottantotto battaglioni") che stabilì il contributo di ogni stato in base alla propria popolazione. La quantità variava dai quindici reggimenti (all'epoca equivalenti ai battaglioni) richiesti a Massachusetts e Virginia all'unico messo a disposizione dal Delaware e dalla Georgia; ogni stato doveva provvedere sia all'equipaggiamento che al vestiario dei propri soldati. L'insieme dei reggimenti di uno stato era conosciuto come line (it. linea), una designazione usata solo in termini amministrativi e non tattici.
Washington e il suo stato maggiore sapevano che ottantotto reggimenti erano insufficienti nei confronti dell'Esercito Britannico così, il 27 dicembre 1776, il Congresso deliberò l'invio di alcuni reggimenti aggiuntivi: questi ne comprendevano sedici di fanteria, tre di artiglieria, uno di genieri e dieci di cavalleggeri più tre di fanteria già aggregatisi. In totale, nel 1777, erano autorizzati centodieci reggimenti anche se alcune stime parlano di centodiciannove.
Questa implementazione determinò l'organizzazione dell'esercito fino alla fine della guerra anche se ci furono delle modifiche dettate da sbandamenti, unioni o ridenominazioni. Il 9 marzo 1779 il Congresso ridusse il numero dei reggimenti delle linee ad ottanta e vi unì quelli non assegnati. Nel 1781, al termine delle ferme di tre anni, fu stabilito un numero totale di sessantuno reggimenti.
Oltre ai continentali i ribelli contavano anche sulle milizie dei vari stati (esistenti già dal periodo coloniale) e varie bande di irregolari, o bande semi irregolari di volontari, istituite per combattere contro gli indiani alla fine del periodo coloniale (come i Green Mountains Boys) e formazioni raccogliticcie di volontari (anche sedentari e inutilizzabili oltre la loro contea d'origine), utili sia contro gli indiani, i lealisti o gli schiavi ribelli che nel controllo del territorio e nel molestare le linee di rifornimento dei britannici.

## L'Esercito Britannico

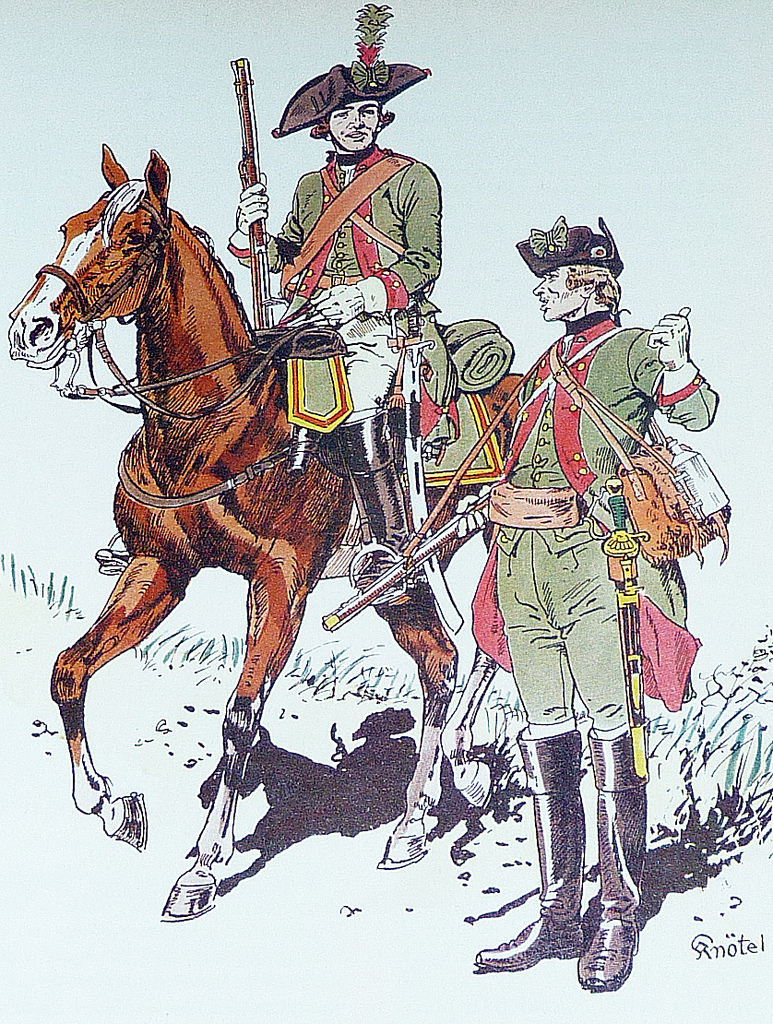
Due cacciatori assiani durante la guerra d'America.

Per l'Esercito Britannico la guerra cominciò con l'occupazione armata di Boston, avvenuta nel 1768. Le tensioni tra gli occupanti e i civili locali contribuirono, nel 1770, al massacro di Boston, anche se la guerra vera e propria non incominciò fino al 1775, quando due distaccamenti furono inviati a requisire gli armamenti dei coloni nelle città di Lexington e Concord.

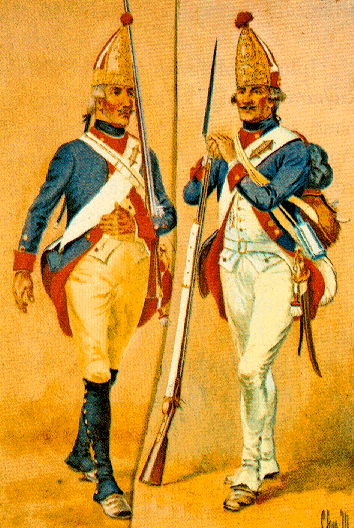
Due granatieri assiani.

Rinforzi vennero inviati in nordamerica per reprimere quella che sembrava una breve ribellione. A causa della scarsità di forze all'inizio della guerra, il governo britannico assunse mercenari dai vari stati tedeschi; a questi mercenari ci si riferisce col termine generico di Assiani. Con l'avanzare del conflitto si scelse di arruolare anche i lealisti; nel 1779 cinque unità statunitensi, conosciute col nome di American Establishment, furono infatti inserite nei ranghi dell'Esercito Britannico. In seguito ne furono aggregate anche altre. In verità la prima unità lealista fu il Lord Dunmore’s Ethiopian Regiment, levato in Carolina nel 1775, esclusivamente tra schiavi fuggiaschi dei ribelli che furono liberati. Dide prove di se discontinue, anche perché, per non offendere troppo i piantatori, i britannici ebbero un atteggiamento ambivalente verso gli afroamericani, reclutandone però numerosi (sia nei loro reggimenti, sia in altre unità, o utilizzando schiavi fuggiaschi nell'intendenza). L'uso di unità ex afroamericane (ma con ufficiali e sottufficiali britannici) fu particolarmente deprecato dai ribelli (e da alcuni bianchi lealisti el sud) per l'implicito sostegno all'emancipazione, e riguardò ben 12.000 persone. Comunque dopo il 1778 anche l'esercito continentale, in crisi di reclutamento, iniziò a reclutare ex schiavi, o schiavi a cui veniva concessa l'emancipazione dopo un anno di servizio senza diserzioni, però soprattutto nel nord (New York, Rhode Island, Pennsylvania, Massachusetts), con importanti conseguenze nel dopoguerra, visto che gli schiavi del sud emancipati dai britannici dovettero andarsene, mentre quelli del nord emancipati dai ribelli formarono il primo nucleo di una popolazione afroamericana libera negli stati centro-settentrionali.
Quando la guerra finì nel 1783 con la sconfitta inglese e l'indipendenza degli Stati Uniti d'America molti lealisti emigrarono in Canada, rimanendo spesso inquadrati nell'esercito. L'esercito stesso creò per la guerra molte unità britanniche al fine di rimpiazzare i marinai impiegati in America. Tutti tranne tre (il 23° dragoni, il 71º e il 78º fanteria "Highland") furono sciolti alla fine del conflitto.
Durante la guerra l'Esercito Britannico fu obbligato ad adattare le sue tattiche ai territori, montuosi e privi di linee di comunicazione, dell'America settentrionale. Furono organizzate molte unità di fanteria leggera, distaccate dalle altre, e le rigide regole della fanteria di linea furono modificate nello stile conosciuto come "sciogliere le linee in una zuffa americana". Inoltre l'esercito britannico fece largo uso con buoni risultati delle unità di cacciatori (Jäger) assiani che vennero inviate in numero crescente nel corso degli anni dall'Assia-Kassel; questi reparti specializzati tedeschi si dimostrarono, sotto il comando di abili ufficiali, ben addestrati ed efficienti nella guerra irregolare.
Mentre gli inglesi sconfissero molte volte i coloni non riuscirono mai ad ottenere una vittoria decisiva. Al contrario gli statunitensi, vincendo a Saratoga e Yorktown, inflissero duri colpi al morale, al potere e al prestigio del nemico.

### Il termine "giubbe rosse"

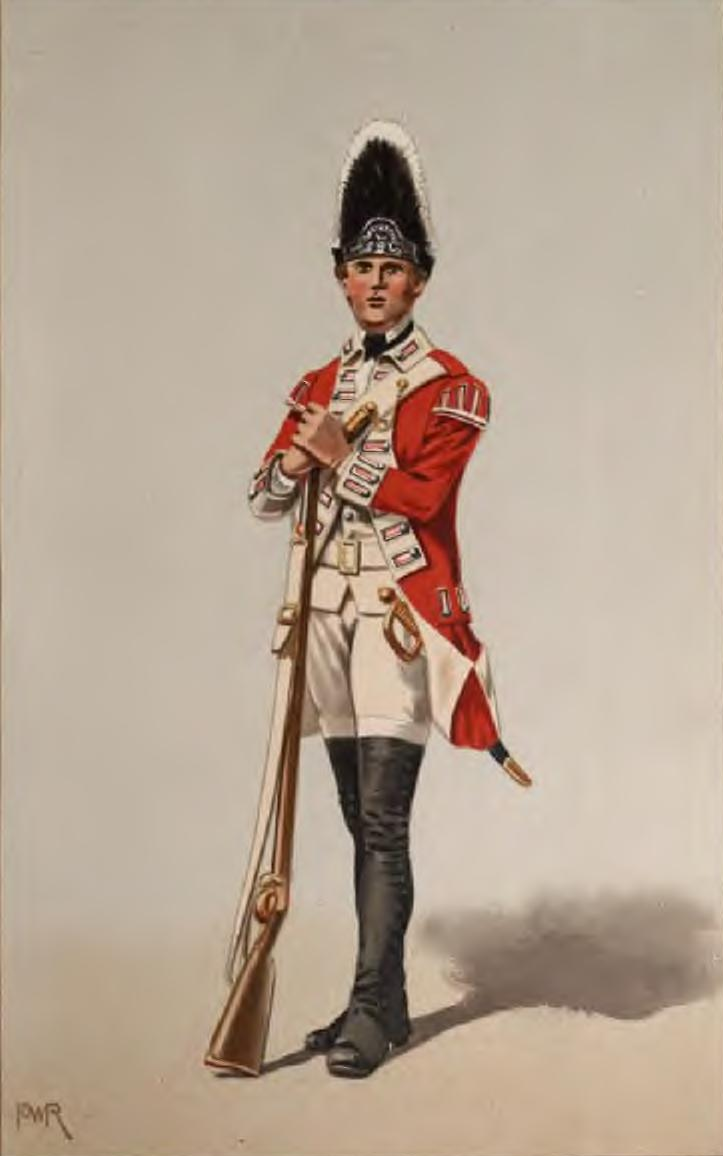
Granatiere britannico del 40º reggimento nell'uniforme del 1776.

Oggi negli Stati Uniti si è soliti indicare i soldati dell'Esercito Britannico che combatterono la guerra come "Redcoats" (it. "Giubbe rosse"). Questa espressione non era tuttavia utilizzata all'epoca dei fatti, quando ci si riferiva agli inglesi come "Regulars" (it. "Regolari") o "The King's Men" (it. "Gli uomini del re"). Soprannomi ingiuriosi erano invece "bloody backs" (it. "spalle sanguinanti", riferito al colore delle divise e all'utilizzo della fustigazione come punizione) e "lobsters" (it. "aragoste", soprattutto a Boston nel periodo del massacro), termine poi anacronisticamente cambiato, nei libri successivi alla guerra, in "lobsterbacks", fusione dei termini precedenti (it. "spalle d'aragosta").
Fu solo negli anni ottanta dell'Ottocento che il termine entrò nel linguaggio comune e iniziò a comparire anche in letteratura, nelle opere di Rudyard Kipling.
Un primo uso isolato del termine si trova però nella canzone, composta negli anni settanta del settecento, "The Riflemen's Song at Bennington" (it. "La canzone dei fucilieri a Bennington"). Questa recita infatti:
«Perché giungete qua, Giubbe rosse, quale pazzia riempie la vostra mente? Nelle nostre valli c'è pericolo, e c'è pericolo sulle nostre colline. Oh, non sentite il canto della tromba selvaggia e libera? Presto conoscerete il suono del fucile tra gli alberi.»

## L'intervento francese
Il Regno di Francia partecipò alla guerra con nove reggimenti di fanteria e uno di dragoni, per un totale di circa 15.000 soldati al comando del conte di Rochambeau e del marchese La Fayette. Questi combatterono soprattutto nella sconfitta di Savannah e nella decisiva vittoria di Yorktown.
Si noti come un reggimento di fanteria francese, generalmente composto da più battaglioni, avesse un organico molto superiore ad un reggimento americano o anche ad uno inglese (in genere monobattaglione).
Il loro apporto fu fondamentale per consistenza numerica, ma soprattutto per il maggiore addestramento, migliore equipaggiamento, e superiore armamento rispetto alle truppe dei coloni che aiutarono, addestrarono e rifornirono. Inoltre i soldati francesi si dimostrarono generalmente molto disciplinati.

## L'armamento degli eserciti

### I moschetti "Brown Bess" e "Charleville"

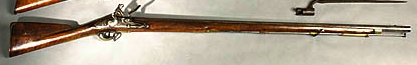
Un moschetto Brown Bess.

Il moschetto utilizzato dalla maggior parte dei soldati durante i primi combattimenti era il "Brown Bess", di fabbricazione inglese. Il nome sembra derivare dal colore del copricanna, in noce (il termine inglese brown significa infatti marrone), associato al nome femminile "Bess" (le armi erano spesso chiamate dai soldati con nomi di donna). Il calibro era 0,75 in, equivalenti a 19 mm.
Quando intervennero i francesi nel 1777 equipaggiarono gli statunitensi coi loro moschetti. Questi presero il nome di "Charleville", derivato dall'omonima città dove venivano realizzati. Avevano un calibro minore rispetto a quelli inglesi (0,70 in, 18 mm, contro 0,75 in) ma la loro diffusione fu tale che questi vennero presi come modello per realizzare il primo moschetto prodotto negli Stati Uniti, lo Springfield mod.1795.
Entrambi i moschetti erano a canna liscia e questo comportava un notevole calo di precisione e di gittata. La tattica usata nelle battaglie campali era quindi quella di avvicinare il più possibile i soldati al nemico, disporre gli uomini su più file facendo sparare la prima, farla abbassare per ricaricare mentre la seconda nel frattempo sparava. Dopo un po' di scariche venivano issate le baionette, lunghe circa 43 centimetri, e uno dei due schieramenti caricava l'altro. I soldati non sparavano a particolari bersagli ma cercavano semplicemente di colpire il mucchio.
In questo campo gli inglesi sopravanzarono sempre gli statunitensi e la maggior parte delle battaglie in cui si poté sfruttare questa disposizione furono vinte da loro grazie al maggior addestramento.

### Il fucile "Pennsylvania"
A differenza dei moschetti il fucile "Pennsylvania", conosciuto anche come fucile del Kentucky, aveva la canna solcata da scanalature a spirale, che imprimevano al proiettile una rotazione tale da conferirgli maggior precisione su distanze più lunghe. I primi produttori di questo fucile furono gli immigrati tedeschi stabilitisi in Pennsylvania che, dal 1720 in poi, cominciarono a produrlo con una canna lunga all'incirca 1 - 1,14 metri e un calibro di 0,60 in (15 mm).
Questi fucili a canna rigata erano molto più lenti delle armi inglesi, che potevano essere ricaricate anche tre volte più velocemente, ma, se manovrati da tiratori esperti, potevano colpire una testa umana anche a distanze tra i 182 e i 365 metri, mentre i normali moschetti non arrivavano a 100.
La tattica statunitense si adeguò all'arma: i tiratori si appostavano tra gli alberi e sparavano o a gruppi isolati di nemici o agli ufficiali, per demoralizzare la truppa e lasciarla priva di comando.

### Il fucile "Ferguson"

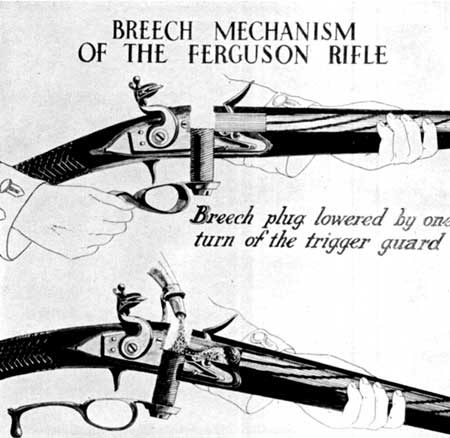
Caricamento del fucile "Ferguson".

Questo fucile, inventato dallo scozzese Patrick Ferguson, fu utilizzato per la prima volta nella battaglia di Brandywine quando fu affidato a cento uomini guidati dallo stesso inventore.
La principale caratteristica della nuova arma era l'innovativo sistema di ricarica, non più basato sull'avancarica, bensì sulla retrocarica. Questo sistema conferiva un duplice vantaggio al fuciliere che lo utilizzava: poteva sparare quattro o cinque colpi al minuto (rispetto ai tre del "Brown Bess" e del "Charleville" o all'unico del "Pennsylvania", pur avendo grossomodo la medesima precisione e gittata, perché a canna rigata) e poteva ricaricare l'arma mentre era in marcia.
Tuttavia lo scarso interesse del governo inglese rivolto al fucile e la morte, a Kings Mountain, dello stesso Ferguson, maggior sostenitore dell'impiego della nuova arma, posero fine all'utilizzo del fucile, che fu abbandonato.
Solo nel 1819, quando lo United States Army adottò il fucile "Hall M1819", un esercito propose un fucile a retrocarica come arma individuale.

### Le artiglierie da campo
I modelli dei cannoni usati durante la guerra d'indipendenza erano stati quasi tutti progettati già nella prima metà del XVIII secolo. Il loro impiego fu piuttosto tradizionale, solo durante le guerre napoleoniche, si videro delle innovazioni importanti nell'artiglieria terrestre.
La caratteristica principale di questi pezzi era l'avancarica, comune a tutte le armi da fuoco dell'epoca. Erano spostati con l'ausilio di cavalli o di altri animali da traino, in quanto erano dotati di ruote. I cannoni di produzione francese erano generalmente superiori a quelli inglesi per mobilità e celerità di tiro.
I cannoni in uso tra il 1775 e il 1783, anni dei combattimenti, avevano caratteristiche molto simili, a cominciare dal materiale con cui erano costruiti, il bronzo o il ferro, più pesante ma notevolmente più economico.
Il loro peso variava tra le 1,5 e le 3 tonnellate. Erano dotati di un calibro oscillante tra i 102 e i 127 mm anche se all'epoca venivano classificati in base al peso dei proiettili lanciati (per esempio 12 o 20 chilogrammi, anche se il calcolo all'epoca era fatto in libbre, 4, 8 e 12 libbre costituivano l'artiglieria campale francese, 3, 9 e 12 quella britannica, i pezzi da 6 libbre erano, allora, ancora piuttosto rari).
Quelli da 12 libbre avevano una gittata massima di circa 2.000 metri ma quella utile non superava i 500-600 metri. Quelli da 4 libbre avevano una gittata di appena 400 metri. Se il loro bersaglio era costituito da un gruppo compatto potevano essere caricati, per ottenere più danni, a mitraglia.

### Le artiglierie navali

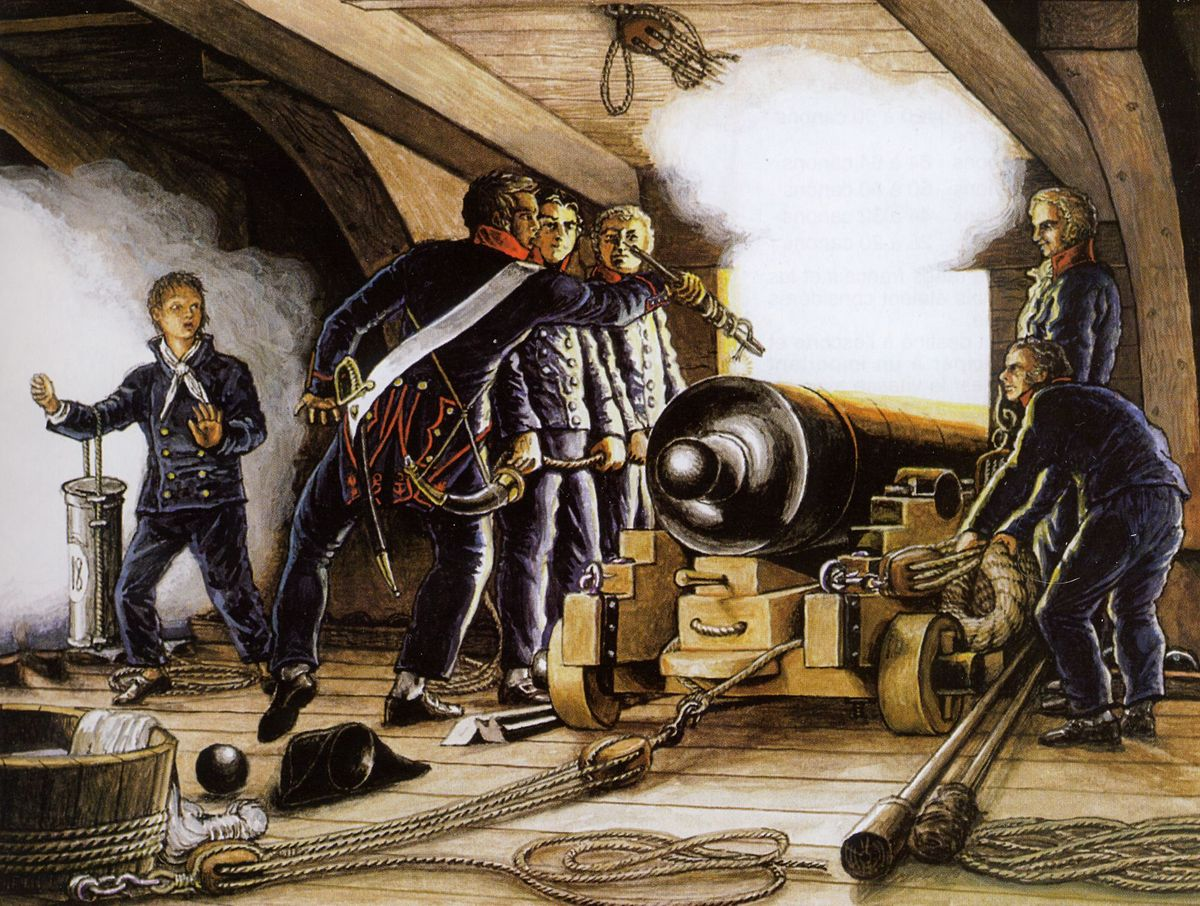
Un cannone navale francese.

Le artiglierie navali, come quelle terrestri, erano di bronzo e utilizzavano le cosiddette palle piene, proiettili inerti, privi cioè di esplosivo, che causavano danni grazie al loro impatto a forte velocità. Come ogni altra arma da fuoco del XVIII secolo erano caratterizzate dall'avancarica.
I più potenti erano i cannoni interi. Avevano un calibro di 177 mm per una canna lunga 4 metri. Sparavano proiettili di 18 chilogrammi per una gittata utile di 800 metri. A causa del loro peso erano sempre sistemati sul ponte inferiore.
I mezzi cannoni erano lunghi 3,3 metri e i loro proiettili pesavano 15 chilogrammi. Il loro calibro era di 154 mm. La loro inferiore potenza era compensata da una maggiore gittata, visto che potevano sparare i loro proiettili fino a 1.200 metri
Il pezzo con la maggiore gittata era però la colubrina, che poteva raggiungere i 2.500 metri pur avendo un calibro uguale a quello del mezzo cannone (154 mm). La lunghezza della canna era di 5 metri e il peso dei proiettili di 8 chilogrammi
La mezza colubrina aveva invece un calibro di 128 mm per proiettili da 4,3 chilogrammi di peso. La loro gittata era di 2.000 metri mentre la canna era lunga 4 metri.
Il pezzo col calibro minore (77 mm) era invece il sagro, lungo 2 metri. I proiettili lanciati pesavano 2,5 chilogrammi e venivano scagliati fino a 2.000 metri di distanza.
Sul finire della guerra comparve nelle file inglesi una nuova arma: le carronate (chiamate anche caronades, carronade o caronnate), nome derivato dalla Carron Company, società di Falkirk che le costruiva. Queste avevano un calibro che variava tra i 354 e i 406 mm ma pesavano molto meno dei normali cannoni navali poiché erano di ghisa. Grazie alla loro leggerezza potevano essere sistemate sul ponte superiore o in coperta. Erano inoltre dotate della vite d'alzo, un rudimentale congegno di puntamento che portava la loro gittata a oscillare tra i 500 e i 600 metri. Per compensare la scarsa gittata erano caricate a mitraglia in modo da avere effetti devastanti sulle navi nemiche.